# Aguila, Arizona
Aguila, Arizona (енгл. Aguila) насељено је место без административног статуса у америчкој савезној држави Аризона.

## Демографија
По попису из 2010. године број становника је 798.
| Група             | 2000.    | 2010.       |
| Белци             | 0 (0,0%) | 213 (26,7%) |
| Афроамериканци    | 0 (0,0%) | 8 (1,0%)    |
| Азијати           | 0 (0,0%) | 3 (0,4%)    |
| Хиспаноамериканци | 0 (0,0%) | 554 (69,4%) |
| Укупно            | 0        | 798         |